# میگنان اندرسون
میگنان اندرسون (انگلیسی: Mignon Anderson; ۳۱ مارس ۱۸۹۲ – ۲۵ فوریهٔ ۱۹۸۳) هنرپیشه، و بازیگر سینما اهل ایالات متحده آمریکا بود.
از فیلم‌ها یا برنامه‌های تلویزیونی که وی در آن نقش داشته‌است می‌توان به حکایت زمستان اشاره کرد.